# Zöld könyv a magyar közoktatás megújításáért
A Zöld könyv a magyar közoktatás megújításáért egy 2008-ban megjelent szakpolitikai javaslatcsomag, melynek célja, hogy feltérképezze a magyar közoktatás helyzetét, azonosítsa a meglévő problémákat és hatékonyabb működést eredményező javaslatokat fogalmazzon meg. 

## Létrejöttének háttere
A nemzetközi sztenderdizált tesztek megjelenésével (IALS 1994-1998, Pisa 2003-) összemérhetővé váltak a nemzeti oktatási rendszerek, a magyarországi oktatási rendszer lemaradása pedig egyre inkább láthatóvá vált. A nemzetközi verseny hatására több ország számos változtatást vezetett be az oktatási rendszerében annak érdekében, hogy jobb eredményeket érjen el és ezzel is mutassa az ország dinamikus fejlődését. Az utóbbi években Magyarország oktatási eredményei folyamatosan romlottak, melyek egy lassabb haladást illetve szinte visszaesést eredményeztek az oktatás-fejlesztés terén.
A problémák olyan tömege halmozódott fel, amely egységes és halaszthatatlan fellépést igényel. Ennek céljából hozta létre 2007-ben az Államreform Bizottság az Oktatási és Gyerekesély Kerekasztalt (OKA), hogy dolgozzon ki egy javaslatcsomagot a magyar közoktatás megújításáért.

## Prioritásai és szerzői
Az OKA bő egyéves tevékenysége során 12 témacsoportban készített helyzetfeltáró tanulmányokat, és dolgozott ki hozzájuk beavatkozási javaslatokat, amelyeket széles körű vitára bocsátottak, majd pedig a „Zöld könyv a magyar közoktatás megújításáért”-t kötetben foglaltak össze. Az egyes fejezetek szerzői:
- Kora gyermekkori nevelés (0–7 évesek) (Herczog Mária)
- Kisiskoláskori fejlesztés (6–10 évesek) (Nagy József)
- A közoktatás második szakasza és az érettségi (Csapó Benő)
- Esélyegyenlőség, deszegregáció (Havas Gábor)
- Sajátos nevelési igényű tanulók (Csépe Valéria)
- Szakképzés, középiskolai lemorzsolódottak képzése (Liskó Ilona)
- Oktatástudomány fejlesztése, tananyag (Csapó Benő)
- Mérés-értékelés-elszámoltathatóság (Kertesi Gábor)
- Tanárképzés, továbbképzés (Kárpáti Andrea)
- Iskolaügy intézményrendszere, finanszírozása (Varga Júlia)
- Tanulói létszámcsökkenés hatásai (Lannert Judit)
- Foglalkoztatáspolitikai eszközök (Köllő János)

### Legfontosabb célok
- A tanári kar minőségének és ezáltal a tanári szakma társadalmi presztízsének emelése
- alapkészségeket fejlesztő oktatás, a tanulók közötti különbségek csökkentése fejlesztő módszerek alkalmazásával és az oktatás minőségének javításával
- a behozhatatlan lemaradások megelőzése még az iskolás kor előtt
- az oktatás hatékonyabb tervezését és szervezését elősegítő és alátámasztó adatok gyűjtése, megfelelő visszacsatolások biztosítása[3]

A tanári kar minőségének, a szakma presztízsének emeléséhez szükséges a képzőintézmények minőségének felzárkóztatása a más országokban támasztott követelményekhez (kutatások, publikációk, nyelvtudás) mérten, például a tanári mesterszakok alapító dokumentumainak felülvizsgálatával, a tanártovábbképző intézmények akkreditációjának továbbfejlesztésével, a minőségbiztosításuk kidolgozásával, kutatóegyetemek megteremtésével, akik rendelkeznek doktori és posztdoktori ösztöndíjakkal és nemzetközileg elfogadott tudományos teljesítménymutatókkal.
Emellett szükséges a pedagógus foglalkozás kereseti lehetőségeinek igazítása a feladat nehézségéhez (ld.hátrányos helyzet HH HHH) illetve más diplomás foglalkozásokhoz, hogy a jó képességű fiatalok számára is vonzóvá váljon a pedagógus pálya.
A második prioritás keretében a pedagógia kultúra megújítására van szükség, amely a tanulók közötti különbségeket eltérő fejlődési szakaszokként  fáziskülönbségként fogja fel, és a szegregált oktatás helyett, differenciált oktatási módszerekre, fejlesztő eszközök alkalmazására épít. A hatékony módszerek megfelelő adaptálásához, illetve ahhoz, hogy ezek eljussanak az iskolákba elengedhetetlen az első pontban megfogalmazott reformok következetes végrehajtása, vagyis a monitoring és visszacsatolási rendszer kiépítése, a minőségbiztosítási rendszer következetes alkalmazása.
A harmadik cél a behozhatatlan induláskori lemaradások megelőzése, amely – kapcsolódva az előző ponthoz - legfőbb beavatkozási területének az oktatási rendszerben működő szegregációs mechanizmusokat tekinti.
A felzárkóztatási javaslatok között a kötet foglalkozik az iskoláskor előtti intézményrendszerrel, a sajátos nevelési igényű tanulók diagnosztikai és ellátórendszerével, a szakiskolai képzéssel illetve a lemorzsolódás témakörével, sőt kitér azokra a foglalkoztatáspolitikai ajánlásokra, amelyeket szükségesnek tart a szülők munkanélküliségének csökkentéséhez, hiszen ez közvetlen hatással van a gyermekszegénységre, a gyermekek iskolai lemorzsolódására és motivációjukra.
Negyedik prioritásként a visszacsatolási rendszer kiépítését tartják nélkülözhetetlennek a kötet szerzői, amely nem csak a tanulói teljesítményekről, az egyenlőtlenségek forrásairól, az alapkészségek fejlettségéről adna visszajelzést a tanároknak, szülőknek, kutatóknak hanem az iskola által biztosított oktatási feltételek elemzése után egyedi ajánlásokkal próbálná segíteni az iskolák megfelelő működését.
Az egyes beavatkozások között megkülönböztetik a „csupán” jogszabályváltoztatást, az egyszeri beruházási költségeket, illetve a tartós többletfinanszírozást igénylő reformokat.

## Utóélete
A Zöld Könyv egy fontos mérföldkövet jelentett a magyar közoktatás történetében, hiszen ez volt az első átfogó problémafeltáró és javaslatokat megfogalmazó kötet, mely a közoktatás tényekre alapozó megreformálását célozta meg. Annak ellenére, hogy a Zöld könyvbe foglalt problémák fontosságát senki sem kérdőjelezte meg, a kötet egyik hiányossága, hogy az oktatásirányításban tapasztalt szakemberek, iskolaigazgatók, tanárok és szülők meglátásaira és tapasztalataira kevésbé épít,  és ez befolyásolta a Zöld Könyv fogadtatását az oktatáspolitikai közvetlen szereplői körében. Bár a 2008-ban elindított Új tudás program bizonyos tekintetben utalt a Zöld Könyvben foglaltakra, a javaslatcsomag nem indította el a hozzáfűződő reformokat. A kötetből nem született egy konkrét megvalósítási tervvel ellátott komplex stratégia, mely beindította volna a rendszerszintű problémák enyhítését, kiküszöbölését.  A közoktatás megreformálásához fűződő politikai akarat csökkent, illetve a 2010-es kormányváltást követően egy, elemzések és stratégiai tervezést nélkülöző irányt vett.  2013-ban elkészült az úgynevezett Fehér könyv, mely próbált megvalósítható/ gyakorlatias stratégiát alkotni, de ez sem vezetett nagy áttöréshez.